# The Laughing Dead
The Laughing Dead è un film del 1990 diretto da S. P. Somtow.

## Trama
Un gruppo di persone fa un viaggio archeologico in Messico per visitare le antiche rovine maya ed azteche, ma si ritrova coinvolto nel malvagio piano del Dr. Um-tzec che intende sacrificare alcuni bambini al dio azteco della morte. Padre O'Sullivan, un prete cattolico che ha perso la fede in Dio e che funge da guida turistica del gruppo, combatterà contro di lui per salvare la vita al figlio Ivan, che è considerato una perfetta vittima sacrificale.